# Atriplex coulteri
Atriplex coulteri är en amarantväxtart som först beskrevs av Horace Bénédict Alfred Moquin-Tandon, och fick sitt nu gällande namn av David Nathaniel Friedrich Dietrich. Atriplex coulteri ingår i släktet fetmållor, och familjen amarantväxter. Inga underarter finns listade i Catalogue of Life.